# 自由統一党 (イギリス)
自由統一党（英: Liberal Unionist Party）は、かつて存在したイギリスの政党。1886年にアイルランド問題をめぐってアイルランド自治反対派が自由党から分離し、保守党と合同して統一党を結成したが、最終的には保守党に吸収された。

## 党史
1886年3月から6月にかけて自由党政権の第三次グラッドストン内閣が推し進めようとしたアイルランド自治法案をめぐって自由党内はアイルランド自治賛成派と反対派に分裂した。反対派の中心人物はホイッグ貴族の領袖ハーティントン侯爵（後の第8代デヴォンシャー公爵）と新急進派の領袖ジョゼフ・チェンバレンだった。アイルランド自治反対派はこの二人の指導のもとに自由党から離党して自由統一党を結成するに至った。
チェンバレンはこれまで新急進派のリーダーとして党内のホイッグ貴族を手厳しく批判してきた立場だったから、ホイッグ貴族との合同には無節操との批判を受けた。これについてチェンバレンは「私は、絶対的な節操などという徳は政治家にとって必要ではないと信じています。政治家たるもの、情勢の変化に応じて意見を変えていかなければならない義務もあるでしょう」と反論している。
同党は庶民院議員をハーティントン侯爵とチェンバレンが二人で指導し、貴族院議員を第15代ダービー伯爵が指導する体制を取った。
アイルランド自治法案否決によりグラッドストン首相が行った1886年7月の総選挙は、保守党が316議席、自由党が191議席、アイルランド国民党が85議席、自由統一党が78議席をそれぞれ獲得したが、保守党が単独過半数に届かなかったため、自由統一党がキャスティング・ボートを握った。
1886年7月に成立した保守党政権第二次ソールズベリー侯爵内閣に対しては閣外協力の立場をとった。チェンバレンはこの立場から首相ソールズベリー侯爵に圧力をかけ、農地改革や地方自治法など新急進派の政策を実施させた。
自由党政権を挟んで1895年6月に成立した第三次ソールズベリー侯爵内閣では保守党と自由統一党は合同して「統一党（Unionist Party）」を結成した。ただしこの時点では完全な合同ではなく、自由統一党は引き続き独自の組織と資金で運営され続けた。
1911年にアンドルー・ボナー・ローが統一党党首となった後に統一党の機構改革が行われ、その一環で自由統一党組織は保守党に正式に吸収されることとなった。

## 所属議員
Category:イギリス自由統一党の政治家を参照。